# Goldschwanzspecht
Der Goldschwanzspecht (Campethera abingoni) ist eine Spechtart aus der Gattung der Fleckenspechte (Campethera). Der knapp buntspechtgroße Vogel kommt in einem großen Gebiet des zentralen und südlichen Afrikas vor, wo er regional zu den häufigen Spechtarten zählt, auf Grund seiner eher verborgenen Lebensweise aber oft unentdeckt bleibt. Zurzeit werden 6 Unterarten anerkannt. Mit den sehr nahe verwandten Arten Knysnaspecht und Mombasaspecht, die von einigen Autoren auch als Unterarten des Goldschwanzspechts aufgefasst werden, bildet er eine Superspezies. Nach Einschätzung der IUCN ist die Art zurzeit nicht gefährdet.

## Aussehen
Zwischen den Unterarten bestehen recht erhebliche Unterschiede in Bezug auf Größe und Gewicht. Die Größe variiert zwischen 20 und 23 Zentimeter, das Gewicht liegt zwischen durchschnittlich 55 Gramm bei der kleinsten, vor allem nordäquatorialen Unterart C. a. chrysura und bis über 80 Gramm bei der Nominatform.
Die gesamte Oberseite ist auf grün gelblichem, olivfarbenem bis grünlichbraunem Grund unterschiedlich intensiv gelblichweiß gebändert und teilweise gefleckt. Diese Bänderung wird zu den Schwanzdecken hin intensiver und breiter. Die Flügeldecken sind bei gleicher Grundfärbung gelblich gefleckt oder gepunktet. Die Schwingen sind bräunlich; ihre gelbliche Bänderung verjüngt sich von innen nach außen. Der grünlichbraune Schwanz ist mehrfach gelblich gebändert, die Schäfte der beiden verlängerten Mittelfedern sind oft leuchtend gelb. Die gesamte Unterseite ist auf schmutzig weißem Grund deutlich schwarz gestrichelt, zum Bauch und Steiß hin eher schwarz gefleckt. Brust und Flanken können leicht gelblich behaucht sein. Die Färbung der Flügelunterseite entspricht jener der Oberseite, ist aber bedeutend blasser, sodass ihre Bänderung weniger stark kontrastiert. Auch auf der Unterseite des gelblichbraunen Schwanzes ist die Bänderung kaum sichtbar. Der Kopf adulter Männchen ist vor allem durch eine relativ breite, annähernd scharlachrote Kopfplatte auffällig. Diese Zeichnung erstreckt sich von der Stirn bis in den Nacken. Die Basen der Stirnfedern sind schwärzlich, sodass dieser Bereich rötlich-schwarz gefleckt erscheinen kann. Ähnlich gefärbt ist der kurze Malarstreif des Männchens. Beim adulten Weibchen beschränken sich rote Kopfabzeichen auf den Hinterkopf. Stirn und Scheitel sind auf schwarzem Grund weiß gepunktet und gestrichelt. Der Malarstreif ist beim Weibchen angedeutet schwärzlich. Andere Geschlechtsdimorphismen sind auch in Bezug auf Größe und Gewicht nicht ausgebildet. Die Augen sind bei adulten Individuen rötlich, manchmal auch haselnussfarben. Bei der Nominatform ist ein rein weißer Überaugenstreif deutlich ausgeprägt. Die Wangen sind auf weißlichem Grund erst fein, zum Nacken hin deutlicher schwarz gestrichelt. Der spitze Schnabel ist schiefergrau, die Basis des Unterschnabels manchmal grünlich. Die vierzehigen Füße sind grünlichgrau.
Jungvögel beider Geschlechter ähneln ausgefärbten Weibchen, weisen aber undeutlichere Gelbzeichnungen auf. Sie sind eher gepunktet und gefleckt als gebändert. Wie bei den Weibchen ist ihre Stirn schwarz-weiß gefleckt, ebenso der Bartstreif.

## Verbreitung und Lebensraum

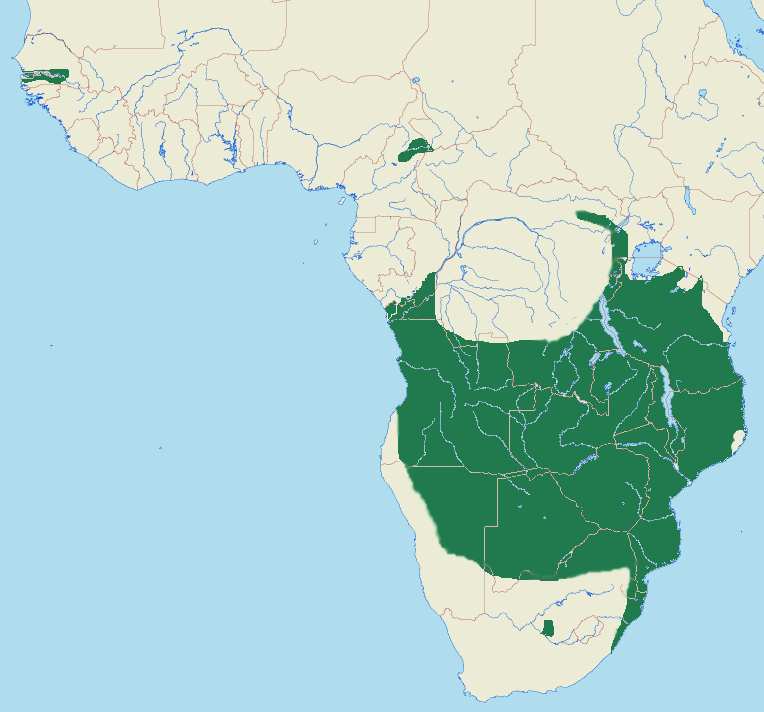
Verbreitungsgebiet der Art

Das Hauptverbreitungsgebiet der Art liegt im südlichen Afrika und erstreckt sich weitgehend flächendeckend von Süden und Südosten der Demokratischen Republik Kongo im Nordwesten und dem südwestlichen Kenia südwärts bis etwa zum südlichen Wendekreis. In diesem Gebiet ist das Tieflandbecken des Kongo sowie die Namibregion Südwestafrikas nicht besiedelt. Die nördlichsten zusammenhängenden Verbreitungsgebiete liegen nordwestlich des Viktoriasees, die südlichsten in Natal, wo das Verbreitungsgebiet dieser Art jenes des Knysnaspechtes berührt. Isolierte Vorkommen wurden aus Gambia, Ghana, Gebieten um den Oberlauf des Mara und dem südlichen Sudan gemeldet. Ob das Fehlen der Art in den dazwischenliegenden Gebieten auf Beobachtungslücken zurückzuführen ist, ist bislang unklar. Ein weiteres isoliertes Vorkommen befindet sich nördlich des Mittellaufes des Oranje.
In diesem sehr großen und klimatisch vielfältigen Verbreitungsgebiet bewohnt der Goldschwanzspecht fast alle Waldtypen. Er bevorzugt Übergangszonen und flussbegleitende Waldgebiete, benötigt offenbar aber auch Dickichte und anderen sehr dichten Bewuchs. Er dringt in die Baumsavannen des Miombo-Typs vor, scheint dort aber die vom Bennettspecht bevorzugten Bergakazienbestände (Brachystegia sp.) zu meiden. Zudem sind Goldschwanzspechte Brutvögel immergrüner Küstenwälder und montaner Waldgebiete. Gelegentlich erscheint er auch in Parks und größeren Gärten.
Die vertikale Verbreitung erstreckt sich vom Meeresniveau bis 1400 Meter in Natal und an die 2200 Meter in Malawi. Für die Größe des Spechts scheinen die Brutterritorien mit 10–15 Hektar recht groß zu sein.

## Nahrung und Nahrungserwerb
Goldschwanzspechte ernähren sich selbst und ihre Jungen vor allem mit baumbewohnenden Ameisen und deren Entwicklungsstadien. Daneben werden viele andere Insektenarten und deren Larven erbeutet, auch Doppelfüßer gehören zum Nahrungsspektrum. Quantitative Analysen der Nahrungszusammensetzung liegen nicht vor.
Zur Nahrungssuche besucht die Art oft einzeln stehende Bäume, wo sie die Stammregionen und Äste absucht, Rindenstücke lockert, gelegentlich aber auch durch kraftvolles Hämmern Nahrungsgänge holzbohrender Insekten freilegt. Oft sind Goldschwanzspechte nahrungssuchend auf der Unterseite von Ästen zu beobachten. Nicht selten sind sie mit Kardinalspechten vergesellschaftet.

## Brutbiologie
Soweit bekannt, erstreckt sich die Brutperiode von August bis Dezember. Beide Geschlechter zimmern in recht niedrigen Stammbereichen, zuweilen auch auf der Unterseite starker Äste eine Nisthöhle. Das Gelege besteht aus 2–3 (5) Eiern, die von beiden Eltern etwa 13 Tage bebrütet werden. Wie bei fast allen Echten Spechten brütet nachts immer das Männchen. Die Nestlinge werden mit ausgewürgter Insektennahrung von beiden Eltern versorgt; sie fliegen nach etwa 22–25 Tagen aus. Angaben zur Führungszeit und Dismigration liegen nicht vor.

## Systematik
Der Goldschwanzspecht ist ein Angehöriger der Fleckenspechte (Campethera), deren 12 Vertreter in Afrika, vor allem südlich des Äquators vorkommen. Nach Winkler et al. bildet er mit dem sehr ähnlichen  Knysnaspecht (Campethera notata) und dem Mombasaspecht (Campethera mombassica) eine Superspezies. Von einigen Autoren werden auch beide genannten Arten als Unterarten des Goldschwanzspechtes betrachtet.
Winkler et al. unterscheiden 6 Unterarten, die sich hauptsächlich in Größe und Gewicht, sowie – relativ marginal – in der  Gefiederzeichnung und Gefiederfärbung unterscheiden. Zudem ist die individuelle Variation relativ groß.
- C. a. abingoni (A.Smith, 1836): Die Nominatform bewohnt den nordöstlichen und zentralwestlichen Bereich des geschlossenen Verbreitungsgebietes. Nur C. a. chrysura kommt noch nördlicher vor. Sie ist die größte und schwerste Unterart. Vor allem der deutliche  weiße Überaugenstreif ist für diese Unterart kennzeichnend.
- C. a. anderssoni (Roberts, 1936): Ihr Verbreitungsgebiet schließt südlich an das der Nominatform an, der sie auch in Größe und Masse weitgehend gleicht. Sie bewohnt weitgehend trockene Gebiete und ist etwas blasser gefärbt als C. a. abingoni. Die Oberseite ist graugrünlich, der Halsbereich kann annähernd schwarz sein.
- C. a. chrysura (Swainson, 1837): Die kleinste und leichteste Unterart bewohnt in möglicherweise fragmentierten Arealen die nördlichsten Bereiche des Verbreitungsgebietes, weitgehend nördlich des Äquators. Ihre Ohrdecken sind deutlich schwarz strahlig liniert, Kehle und Brust sind dunkler als bei der Nominatform.
- C. a. kavirondensis Someren 1926: ist der vorher genannten Unterart sehr ähnlich. Ihr Verbreitungsgebiet schließt östlich an das von C. a. chrysura an und reicht bis ins nördliche Tansania.
- C. a. suahelica (Reichenow, 1902): Südlich schließt das Verbreitungsgebiet dieser Unterart an. Es reicht bis ins nördliche Südafrika. C. a. suahelica wirkt von allen Unterarten am gelbgrünlichsten, ein weißer Überaugenstreif ist nicht ausgebildet.
- C. a. constricta Clancey, 1965: Diese südöstlichste Unterart ist der vorigen sehr ähnlich; bei ihr überwiegen jedoch die Grüntöne.

## Gefährdung und Bestand
Die Art gilt als nicht gefährdet, doch sind weder für den Gesamtbestand noch für einzelne Unterarten Bestandsangaben vorhanden. Das Gesamtverbreitungsgebiet wird auf etwa 4 Millionen Quadratkilometer geschätzt.